# 유지원 (축구 선수)
유지원(2004년 1월 7일 ~ )는 대한민국의 축구 선수로, 포지션은 센터백이다.